# McLaren MP4/1
McLaren MP4 (известный также как MP4/1) — гоночный автомобиль Формулы-1, разработанный Джоном Барнардом для команды McLaren. Различные модификации принимали участие в Чемпионатах мира Формулы-1 сезонов 1981, 1982 и 1983 годов.

## История
MP4/1 стал первым в истории Формулы-1 автомобилем, монокок которого был сделан из углепластика. Этот материал применяется при конструировании и современных болидов Формулы-1.
Это был первый автомобиль  McLaren, который был построен после прихода в команду Рона Денниса. Индекс MP4 вплоть до 1996 года стал сокращением от Marlboro Project 4 (Marlboro - название главного спонсора, "Project 4" - название фирмы Денниса). Начиная с 1997 года, со сменой титульного спонсора (West) "MP4" стал означать "McLaren Project 4".

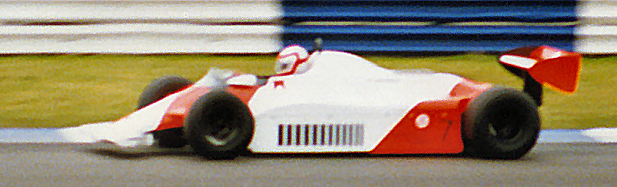
Шасси McLaren MP4/1 Джона Уотсона, 2000 год.

Разработанное Джоном Барнардом шасси было построено фирмой "Hercules Aerospace" (США) и стало революционным для того времени в плане жесткости конструкции и защиты пилота, что обеспечил новый материал - композитное углеродное волокно. Через несколько месяцев эти разработки были скопированы другими командами Формулы-1.
Фирма "Hercules Aerospace" использовала в качестве демонстрации свойств нового материала останки разбитого болида Джона Уотсона, поврежденного в аварии на Гран-при Италии 1981 года. Именно благодаря свойствам монокока из  углепластика пилот не пострадал в этой аварии.
Модификации шасси MP4 и MP4B, выступавшие в 1981 и 1982 годах, а также MP4-1С в 1983 использовали двигатели Ford Cosworth. В конце сезона 1983, начиная с Гран-при Нидерландов, появилась версия MP4-1E с турбомотором TAG/Porsche.

## Результаты выступлений в гонках
| Год  | Шасси                 | Двигатель                                   | Шины | Пилоты     | 1    | 2    | 3    | 4    | 5   | 6    | 7    | 8    | 9    | 10   | 11   | 12   | 13   | 14   | 15   | 16   | Место | Очки |    |
| ---- | --------------------- | ------------------------------------------- | ---- | ---------- | ---- | ---- | ---- | ---- | --- | ---- | ---- | ---- | ---- | ---- | ---- | ---- | ---- | ---- | ---- | ---- | ----- | ---- | -- |
| 1981 | McLaren MP4           | Ford Cosworth DFV V8                        | G    |            |      | СШЗ  | БРА  | АРГ  | САН | БЕЛ  | МОН  | ИСП  | ФРА  | ВЕЛ  | ГЕР  | АВТ  | НИД  | ИТА  | КАН  | СИЗ  |       | 6    | 28 |
| 1981 | McLaren MP4           | Ford Cosworth DFV V8                        | G    | Уотсон     |      |      | Сход | 10   | 7   | Сход | 3    | 2    | 1    | 6    | 6    | Сход | Сход | 2    | 7    |      |       | 6    | 28 |
| 1981 | McLaren MP4           | Ford Cosworth DFV V8                        | G    | де Чезарис |      |      |      |      |     | Сход | Сход | 11   | Сход | Сход | 8    | НС   | 7    | НС   | 12   |      |       | 6    | 28 |
| 1982 | McLaren MP4B          | Ford Cosworth DFV V8                        | M    |            |      | БРА  | ЮАР  | СШЗ  | САН | БЕЛ  | МОН  | ДЕТ  | КАН  | НИД  | ВЕЛ  | ФРА  | ГЕР  | АВТ  | ШВА  | ИТА  | СИЗ   | 2    | 69 |
| 1982 | McLaren MP4B          | Ford Cosworth DFV V8                        | M    | Уотсон     | 6    | 2    | 6    |      | 1   | Сход | 1    | 3    | 9    | Сход | Сход | Сход | Сход | 13   | 4    | 2    |       | 2    | 69 |
| 1982 | McLaren MP4B          | Ford Cosworth DFV V8                        | M    | Лауда      | 4    | Сход | 1    |      | ДСК | Сход | Сход | Сход | 4    | 1    | 8    | НС   | 5    | 3    | Сход | Сход |       | 2    | 69 |
| 1983 | McLaren MP4-1C MP4-1E | Ford Cosworth DFV (DFY) V8, TAG-Porsche V6T | M    |            |      | БРА  | СШЗ  | ФРА  | САН | МОН  | БЕЛ  | ДЕТ  | КАН  | ВЕЛ  | ГЕР  | АВТ  | НИД  | ИТА  | ЕВР  | ЮАР  |       | 5    | 34 |
| 1983 | McLaren MP4-1C MP4-1E | Ford Cosworth DFV (DFY) V8, TAG-Porsche V6T | M    | Уотсон     | Сход | 1    | Сход | 5    | НКВ | Сход | 3    | 6    | 9    | 5    | 9    | 3    | Сход | Сход | ДСК  |      |       | 5    | 34 |
| 1983 | McLaren MP4-1C MP4-1E | Ford Cosworth DFV (DFY) V8, TAG-Porsche V6T | M    | Лауда      | 2    | 2    | Сход | Сход | НКВ | Сход | Сход | Сход | 6    | ДСК  | 6    | Сход | Сход | Сход | Сход |      |       | 5    | 34 |

| Легенда к таблице |                                                                    |
| --- | ------------------------------------------------------------------ |
| В таблице перечислены результаты всех Гран-при Формулы-1, в которых использовался автомобиль. Строками таблицы являются сезоны, столбцами — этапы чемпионата мира. В каждой клетке указаны сокращённое название этапа и результат, дополнительно обозначенный цветом. Расшифровка обозначений и цветов представлена в нижеследующей таблице. |                                                                    |
| \| Пример \| Описание \| \| ------------ \| ------------------------------------------------------------------ \| \| 1 \| Победитель \| \| 2 \| Второе место \| \| 3 \| Третье место \| \| 5 \| Финишировал, заработав очки \| \| Сход \| Не финишировал, но при этом заработал очки \| \| 12 \| Финишировал, не получив очков \| \| НКЛ \| Финишировал, но не попал в финальную классификацию \| \| 15 \| Участвовал вне зачёта, либо по отдельной классификации \| \| 18 \| Не финишировал, но попал в финальную классификацию \| \| Сход \| Не финишировал \| \| НКВ \| Не прошёл квалификацию \| \| НПКВ \| Не прошёл предквалификацию \| \| ДСК \| Дисквалифицирован \| \| ИСК \| Исключён из протокола соревнований \| \| ТТ \| Заявлен для участия только в тренировках \| \| НС \| Участвовал в квалификации, но не стартовал в гонке \| \| Т \| Травмирован или болен \| \| ОТК \| Отказ от участия \| \| НТР \| Прибыл на соревнования, но на трассу не выезжал \| \| НПР \| Был заявлен в числе участников, но не прибыл к началу соревнований \| \| О \| Соревнования отменены \| \| \| Не участвовал \| \| Поул-позиция \| \| \| Быстрый круг \| \| |                                                                    |
| Пример | Описание                                                           |
| 1 | Победитель                                                         |
| 2 | Второе место                                                       |
| 3 | Третье место                                                       |
| 5 | Финишировал, заработав очки                                        |
| Сход | Не финишировал, но при этом заработал очки                         |
| 12 | Финишировал, не получив очков                                      |
| НКЛ | Финишировал, но не попал в финальную классификацию                 |
| 15 | Участвовал вне зачёта, либо по отдельной классификации             |
| 18 | Не финишировал, но попал в финальную классификацию                 |
| Сход | Не финишировал                                                     |
| НКВ | Не прошёл квалификацию                                             |
| НПКВ | Не прошёл предквалификацию                                         |
| ДСК | Дисквалифицирован                                                  |
| ИСК | Исключён из протокола соревнований                                 |
| ТТ | Заявлен для участия только в тренировках                           |
| НС | Участвовал в квалификации, но не стартовал в гонке                 |
| Т | Травмирован или болен                                              |
| ОТК | Отказ от участия                                                   |
| НТР | Прибыл на соревнования, но на трассу не выезжал                    |
| НПР | Был заявлен в числе участников, но не прибыл к началу соревнований |
| О | Соревнования отменены                                              |
| | Не участвовал                                                      |
| Поул-позиция |                                                                    |
| Быстрый круг |                                                                    |